# 이정동
이정동(李正東, 1985년 7월 17일 ~ )은 KBO 리그 전 롯데 자이언츠의 투수이다.
충암고등학교에 다니던 이정동은 당시 타력에 비해 투수력이 열세였던 덕수정보산업고등학교로 전학을 갔다. 유망주로 주목을 받았으나, 3학년 때 팔꿈치 부상을 당하여 공을 거의 던지지를 못하였다. 부상때문에 프로 진출이 힘들 것으로 보였지만 롯데에 2차 5순위로 지명을 받게 된다.
프로 입단 뒤 1군 무대에는 오르지 못하다가, 2006년 11월 27일 상무에 입대하여 이후 제대했다.
2011년 은퇴하였다.

## 출신 학교
- 충암초등학교 졸업
- 충암중학교 졸업
- 충암고등학교 입학
- 덕수정보산업고등학교 졸업